# Eudyaria
Eudyaria is een geslacht van vlinders van de familie nachtpauwogen (Saturniidae), uit de onderfamilie Hemileucinae.

## Soorten
- E. venata (Butler, 1871)
- E. zeta (Berg, 1885)